# Матс Росели Олсен
Матс Росели Олсен (норв. Mats Rosseli Olsen — Осло, 29. април 1991) професионални је норвешки хокејаш на леду који игра на позицијама левокрилног нападача.
Члан је сениорске репрезентације Норвешке за коју је на међународној сцени дебитовао на светском првенству 2012. године. Био је део норвешког олимпијског тима на ЗОИ 2014. у Сочију. 
У сезони 2015/16. освојио је титулу првака Шведске са екипом Фрелунде за коју игра од 2012. године.